# Basil Dearden
Pour les articles homonymes, voir Dearden.
Basil Dearden, de son vrai nom Basil Dear, est un réalisateur, producteur et scénariste britannique, né le 1er janvier 1911 à Westcliff-on-Sea (Royaume-Uni) et mort le 23 mars 1971 dans un accident de la route.

## Biographie
Après avoir quitté tôt l'école, il travaille dans une compagnie d'assurances et fait du théâtre en amateur. Il entre dans la compagnie de Ben Greet (en) puis travaille au théâtre de Fulham. En 1931 il devient régisseur pour Basil Dean en 1931. Puis, quand ce dernier passe du théâtre au cinéma, il le suit aux Ealing Studios. Il change son propre nom en Dearden pour éviter toute confusion avec son mentor,.
C'est au sein des studios Ealing qu'il commence sa carrière de cinéaste en coréalisant des comédies avec Will Hay, dont Le Pas de l'oie (1942) et My Learned Friend (1943). En 1945, il figure parmi les auteurs du classique du cinéma d'épouvante Au cœur de la nuit (Dead of Night). L'un de ses derniers films de sa période "Ealing" (studios d'Ealing) est La Lampe bleue (The Blue Lamp, 1950), un drame policier dans lequel apparaissait pour la première fois le personnage de "Dixon de Dock Green",.
Ensuite, il s'associe avec l'écrivain et producteur Michael Relph et ensemble ils dirigent des films aux sujets rarement abordés dans des films des années 1950 et du début des années 1960. Parmi ces thèmes : l'homosexualité, dans  La Victime (Victim, 1961) et les relations interraciales  dans Les Trafiquants du Dunbar (Pool of London, 1951) et Opération Scotland Yard (Sapphire, 1959). À la fin des années 1960, Dearden met également en scène quelques films à grand spectacle comme Khartoum (1966), avec Charlton Heston, ou la comédie noire située à l'époque victorienne : Assassinats en tous genres (The Assassination Bureau, 1969), produit par Relph,.
Son dernier film est La Seconde Mort d'Harold Pelham (The Man Who Haunted Himself) avec Roger Moore, avec lequel il avait également tourné quelques épisodes de la série télévisée Amicalement vôtre (The Persuaders!), notamment le "pilote" intitulé Overture (Premier contact), diffusé sur ITV le 17 septembre 1971.
B. Dearden meurt à l'hôpital de Hillingdon en 1971, des suites de ses blessures après un accident de la route. Il a eu deux fils, Torquil Dearden et le scénariste et réalisateur James Dearden.

## Filmographie

### Réalisateur
- 1939 : Under Suspicion (TV)
- 1942 : L'Ineffable Professeur Davis (The Black Sheep of Whitehall)
- 1942 : Le Pas de l'oie (The Goose Steps Out)
- 1943 : The Bells Go Down
- 1943 : My Learned Friend
- 1944 : L'Auberge fantôme (The Halfway House)
- 1945 : They Came to a City
- 1945 : Au cœur de la nuit (Dead of Night) : sketch de liaison et Le Cocher de corbillard
- 1946 : J'étais un prisonnier (The Captive Heart)
- 1947 : Frieda
- 1948 : Sarabande (Saraband for Dead Lovers)
- 1949 : Le Train du destin (Train of Events)
- 1950 : La Lampe bleue (The Blue Lamp)
- 1950 : La Cage d'or (Cage of Gold)
- 1951 : Les Trafiquants du Dunbar (Pool of London)
- 1952 : I Believe in You
- 1952 : Un si noble tueur (The Gentle Gunman)
- 1953 : The Square Ring
- 1954 : Casaque arc-en-ciel (The Rainbow Jacket)
- 1955 : Out of the Clouds
- 1955 : Le Bateau qui mourut de honte (The Ship That Died of Shame)
- 1956 : Une bombe pas comme les autres (The Green Man)
- 1956 : Un détective très privé (Who Done It?)
- 1957 : Sous le plus petit chapiteau du monde (The Smallest Show on Earth)
- 1958 : Violent Playground
- 1958 : Le Criminel aux abois (Nowhere to Go)
- 1959 : Opération Scotland Yard (Sapphire)
- 1960 : Passeport pour la lune (Man in the Moon)
- 1960 : Hold-up à Londres (The League of Gentlemen)
- 1961 : Scotland Yard contre X (The Secret Partner)
- 1961 : La Victime (Victim)
- 1962 : Tout au long de la nuit (All Night Long)
- 1962 : Accusé, levez-vous (Life for Ruth)
- 1963 : Au bord du gouffre (The Mind Benders)
- 1963 : A Place to Go
- 1964 : La Femme de paille (Woman of Straw)
- 1965 : Doubles masques et agents doubles (Masquerade)
- 1966 : Khartoum
- 1968 : Trio d'escrocs (Only When I Larf)
- 1969 : Assassinats en tous genres (The Assassination Bureau)
- 1970 : La Seconde Mort d'Harold Pelham (The Man Who Haunted Himself)
- 1974 : Mission: Monte Carlo

### Producteur
- 1940 : Georges se débrouille (Let George Do It!)
- 1941 : Un drôle de flic (Spare a Copper)
- 1941 : The Ghost of St. Michael's
- 1941 : Georges roi de la mode (Turned Out Nice Again)
- 1953 : The Square Ring
- 1955 : Le Bateau qui mourut de honte (The Ship That Died of Shame)
- 1956 : Un détective très privé (Who Done It?)
- 1957 : Rockets Galore!
- 1958 : Davy
- 1959 : Desert Mice
- 1961 : La Victime (The Victim)
- 1962 : Tout au long de la nuit (All Night Long)
- 1962 : Accusé, levez-vous (Life for Ruth)

### Scénariste
- 1938 : Mandat d'arrêt (This Man Is News)
- 1939 : Under Suspicion (TV)
- 1940 : Now You're Talking
- 1940 : Georges se débrouille (Let George Do It!)
- 1941 : Un drôle de flic (Spare a Copper)
- 1941 : Georges roi de la mode (Turned Out Nice Again)
- 1945 : They Came to a City
- 1949 : Le Train du destin (Train of Events)
- 1952 : I Believe in You
- 1955 : Le Bateau qui mourut de honte (The Ship That Died of Shame)
- 1960 : Passeport pour la lune (Man in the Moon)
- 1970 : La Seconde Mort d'Harold Pelham (The Man Who Haunted Himself)